# Jakob Rych (Schultheiss, vor 1380)
Jakob Rych; auch Jacques Dives oder Jakob Ritsch (erstmals 1380 erwähnt; † vor 1394) war ein Schultheiss in Freiburg (Schweiz).

## Leben
Jakob Rych entstammte einem reichen Freiburger Bürgergeschlecht und war der Sohn von Aimon Rych (* vor 1340; † nach 1359) und dessen Ehefrau Agnes sowie der Enkel des gleichnamigen Grossvaters Jakob Rych († 23. März 1356), der bereits mehrfach Schultheiss in Freiburg war.
Er besass einige Güter im Greyerzer- und im Waadtland und war von 1380 bis 1385 Vogt von Nidau. Von 1385 bis 1387 übte er das Amt des Schultheissen in Freiburg aus.
Jakob Rych war verheiratet mit Agnes (* vor 1399; † ca. 1435), Tochter von Niklaus de Vuippens. Gemeinsam hatten sie zwei Kinder:
- Peter Rych († ca. 1430), Edelknecht und verheiratet in erster Ehe mit Agnes von Seftigen und in zweiter Ehe mit Margaretha von Düdingen;
- Elisine Rych, verheiratet mit Hans (* vor 1370; † unbekannt), Schultheiss in Freiburg und Sohn des Rudolf von Düdingen.